# Retalhuleu (departement)
Retalhuleu is een departement van Guatemala, gelegen in het zuidwesten van het land; deels in de Guatemalteekse bergen en deels in het kustgebied langs de Grote Oceaan. De hoofdstad is de gelijknamige stad Retalhuleu.
Het departement bestrijkt een oppervlakte van 1856 km² en heeft 326.828 inwoners (2018).
In Retalhuleu bevindt zich een aantal precolumbiaanse ruïnes, waaronder Takalik Abaj en San Juan Noj.

## Gemeenten
Het departement is ingedeeld in negen gemeenten:
- Champerico
- El Asintal
- Nuevo San Carlos
- Retalhuleu
- San Andrés Villa Seca
- San Felipe
- San Martín Zapotitlán
- San Sebastián
- Santa Cruz Muluá

Alta Verapaz · Baja Verapaz · Chimaltenango · Chiquimula · El Progreso · Escuintla · Guatemala · Huehuetenango · Izabal · Jalapa · Jutiapa · Petén · Quetzaltenango · Quiché · Retalhuleu · Sacatepéquez · San Marcos · Santa Rosa · Sololá · Suchitepéquez · Totonicapán · Zacapa